# Matiúixino
Matiúixino (en rus: Матюшино) és un poble de l'óblast de Tula, a Rússia, segons el cens del 2010 tenia 16 habitants.